# Hemitaxonus
Hemitaxonus är ett släkte av steklar som beskrevs av William Harris Ashmead 1898. Hemitaxonus ingår i familjen bladsteklar.